# Філуменія

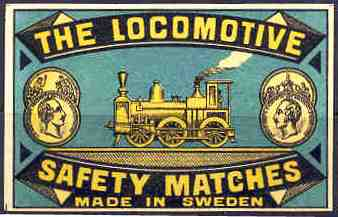
Сірникова етикетка з зображенням паровозу. Швеція, 1903 р.

Філумені́я — колекціонування сірникових етикеток, коробочок, буклетів (книжечок сірників), самих сірників та інших предметів, що пов'язані з сірниками. Колекціонерів сірникових етикеток та сірникової атрибутики називають філуменістами.

## Етимологія
Слово "філуменія" (phillumeny) походить від грецького слова philos (любити) і латинського lumen (світло, вогонь). Термін був запропонований британською колекціонеркою Марджорі Еванс (Marjorie S. Evans) у травні 1943 року. Людина, яка займається філуменією, є філуменістом. Ці дві форми були прийняті багатьма іншими мовами, наприклад, philuméniste, fillumenista, Filumenist.

## Історія філуменії

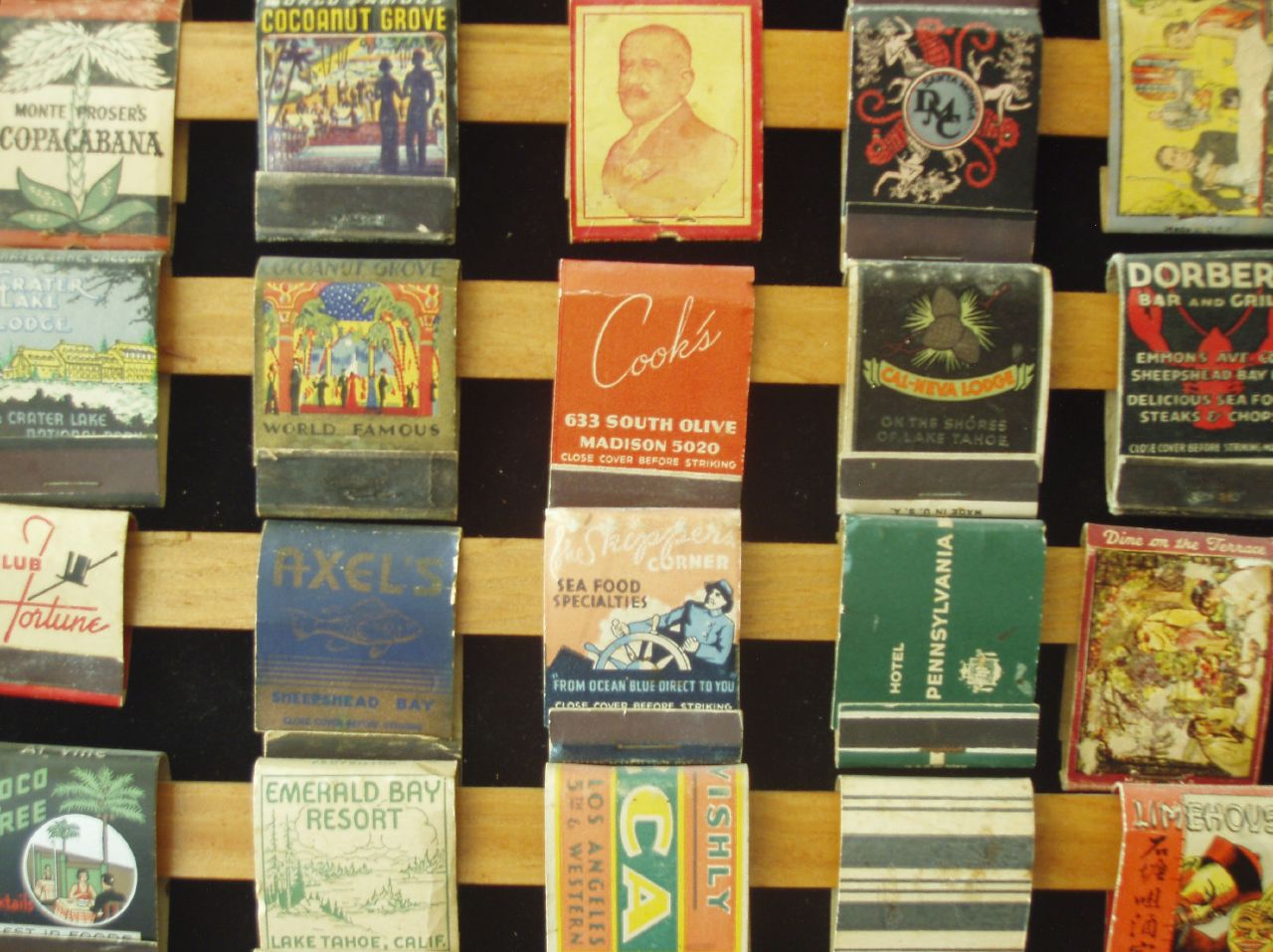
Колекція сірникових коробок

Збирання сірникових етикеток з'явилось практично одночасно з появою перших сірникових упаковок. В деяких колекціях збереглися етикетки від «хімічних» сірників (приблизно 1810–1815 рр.). З початком масового виробництва «чиркаючих» сірників, винайдених англійцем Джоном Волкером (John Walker) в 1826-27 рр., колекціонування етикеток почало набувати широкого розмаху. Після Першої світової війни в різних країнах почали виникати товариства колекціонерів, почала видаватися філуменістична література. Під час Другої світової війни більшість філуменістичних товариств розпались, але після війни організувались нові. Одне з найвідоміших і найстаріших філуменістичних товариств, що діють досі — Британське товариство колекціонерів сірникових етикеток і буклетів (The British Matchbox Label & Booklet Society), об'єднує колекціонерів не тільки з Великої Британії та колишніх колоній, але й багатьох інших країн світу.

### Вітчизняна філуменія
Колекціонування сірникових етикеток в Російській імперії з'явилось ще до початку виробництва самих сірників в ній. До початку Першої світової війни в пресі вже були згадки про «величезні» (для тих часів) колекції, що містили понад 1000 екземплярів. Після революції колекціонування взагалі (і сірникових етикеток, зокрема) вважалось «буржуазними забобонами», і більшість колекцій було втрачено. Відновилось колекціонування сірникових етикеток тільки в 1930-х роках. На початку 1960-х років, філуменія була одним з шести офіційно дозволених видів колекціонування (поряд з філателією, філокартією, екслібристикою, нумізматикою і боністикою).
Наприкінці 1950-х — на початку 1960-х рр. в найбільших містах СРСР були створені секції філуменії (при клубах колекціонерів або, в більшості випадках, філателістів. Офіційно філуменія курувалася ВТФ — Всесоюзним товариством філателістів). Розквіт філуменії в СРСР припадає на 1960–80-ті роки, коли Балабановська експериментальна сірникова фабрика, на якій друкувалися етикетки для більшості сірникових фабрик, випускала спеціальні набори для філуменістів. Аналогічні набори випускали також і прибалтійські фабрики, що друкували свої етикетки самостійно. Наприкінці 1980-х виробництво наборів для колекціонерів було припинено (частково, через перехід багатьох фабрик на виробництво сірників в картонних, а не шпонкових коробках).
На сьогодні філуменістика розвивається в Україні у багатьох регіонах. Одним з найвідоміших є львівський осередок, який діє, насамперед, завдяки ентузіазму львівської географині Галини Панахид .

## Визначні філуменісти
В Японії Тейічі Йосізава занесений до Книги рекордів Гіннеса як володар найбільшої колекції  у світі. У Португалії Жозе Мануель Перейра опублікував серію альбомів для каталогізації та презентації колекцій під назвою "

## Мистецьке та колекціонерське значення
Сюжети сірникових етикеток рясніють космонавтами, трамваями, станціями метро, велосипедами, квітами, танцями, народами світу, орнаментами і музеями різних міст.